# Географски материјализам
Географски материјализам је правац у географској науци који највећи значај придодаје природним чиниоцима - клими, рељефу, педологији и др. Свако друштвено деловање производ је географских чинилаца, који су до њега довели. Зачетник овог схватања био је француски филозоф и писац Шарл Монтескје, а највећи поборник учења Жан Жак Русо.